# Azione del 12-17 gennaio 1640
L'azione del 12-17 gennaio 1640, detta anche battaglia di Pernambuco, si svolse dal 12 al 17 gennaio del 1640 al largo della costa di Pernambuco, in Brasile, nell'ambito della guerra degli ottant'anni. Lo scontro ebbe per protagoniste una flotta olandese e una spagnola di circa ottanta vascelli con a bordo circa 5000 soldati comandati dall'ammiraglio portoghese Fernando de Mascarenhas per rinforzare la milizia della città di Recife. Il 12 gennaio queste navi vennero intercettate dagli olandesi (con una flotta di 40 navi) al comando di Willem Loos. La battaglia perdurò sino al 17 gennaio quando gli ispano-portoghesi decisero di ritirarsi a nord.

## Antefatto
Circa 30 vascelli spagnoli e portoghesi al comando dell'ammiraglio don Lope de Hoces erano giunti in Brasile nel novembre del 1635. Anche se questa flotta non era riuscita a prendere il controllo di Pernambuco, aveva rifornito di 2500 soldati spagnoli, portoghesi e napoletani l'area di Lagunas, sotto il comando del generale Luis de Rojas. I vascelli olandesi nell'area vennero spazzati via e De Hoces trascorse diversi mesi a scortare convogli di zucchero verso lo Spanish Main e preparò intanto una contro-invasione dell'isola di Curaçao, nelle mani degli olandesi, che però venne alla fine abbandonata a causa di un naufragio. La spedizione era stata vista con favore in Spagna, ad ogni modo, perché le truppe sbarcate avevano già sconfitto il tentativo di Giovanni Maurizio di Nassau-Siegen di attaccare Bahia. All'arrivo di Hoces venne pianificata un'altra operazione con l'intento di riprendere la base olandese di Pernambuco.

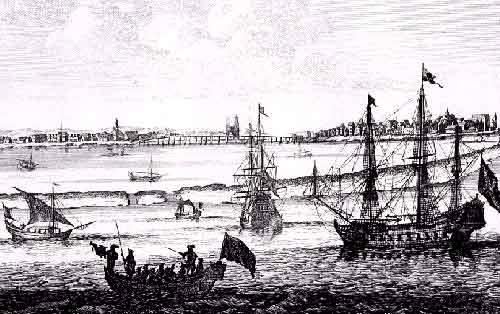
Veduta della città di Mauricia (Recife), sulla base di un disegno di Frans Post, 1645

Il comando di questa spedizione venne concesso a Miguel de Noronha, IV conte di Linhares, il quale venne nominato per l'occasione Capitán General del Mar Océano, ma questi declinò l'offerta in quanto disse di non credere al successo della spedizione. Anche García Álvarez de Toledo, VI marchese di Villafranca rifiutò il comando, ma non il conte di Torre, Dom Fernando de Mascarenhas, già governatore portoghese di Tangeri. Lo stesso giorno nel quale l'assedio francese di Hondarribia venne tolto, gli venne assegnato il comando di 41 navi, 23 delle quali erano portoghesi ed erano comandate dall'ammiraglio dom Francisco Melo de Castro e dal suo vice, dom Cosme Couto de Barbosa, e 18 erano castigliane al comando dell'ammiraglio Juan de la Vega y Bazán e del suo vice Francisco Díaz de Pimienta. 5000 fanti vennero imbarcati sulle navi. Metà di questi erano Tercio de Anfibios, un'unità specializzata in combattimenti navali.
La flotta si fermò all'isola di Capo Verde dove un'epidemia colpì gli equipaggi, portando alla morte di 3000 uomini e a diverse problematiche e malattie che resero molti inabili alla guerra al loro arrivo a Salvador da Bahia. Mascarenhas, ignorando gli ordini di giungere a Recife, trascorse quasi un anno in loco per poi riprendere la via del mare, nel gennaio del 1640, con l'intento di sbarcare 1200 uomini al comando di Luís Barbalho Bezerra per rinforzare la guerriglia portoghese attorno alla fortezza olandese di Pernambuco.

## La battaglia

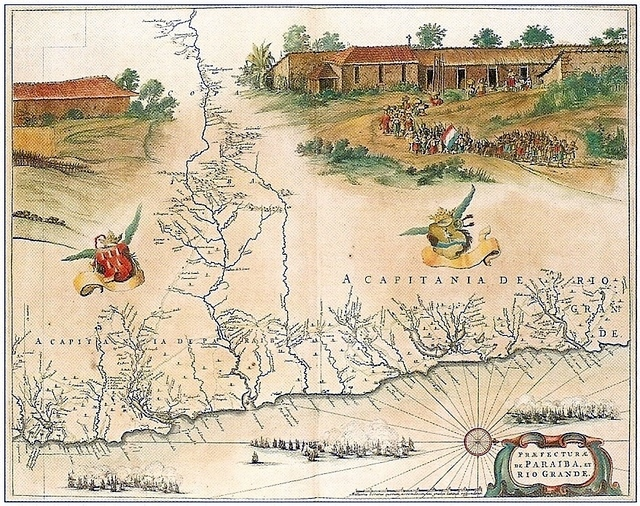
Mappa di Paraíba e Rio Grande do Norte, 1643, di Frans Post

Una flotta olandese di 36 navi al comando dell'ammiraglio Admiral Willem Corneliszoon Loos e del suo vice Jacob Huygens uscì da Recife ed intercettò la flotta ispano-portoghese tra Itamaracá e Goiana il 12 gennaio, prima che questa potesse far sbarcare i propri uomini. La battaglia degenerò in un'operazione confusa che portò Loos a perdere due dei suoi vascelli, mentre lo stesso Loos venne ucciso a bordo della sua ammiraglia mentre era intento a combattere con l'ammiraglia di Mascarenhas. Alcune navi olandesi riuscirono ad avvicinarsi all'ammiraglia spagnola, ma il vascello olandese colò comunque a picco portando con sé il corpo dell'ammiraglio. Un'altra nave olandese, la Alemar, venne colpita dagli spagnoli ed era sul punto di affondare.
Il vice ammiraglio Huygens, ora a bordo dell'ex ammiraglia di Loos, la Faam, continuò la caccia e l'azione riprese il giorno successivo tra Goiana e Ponta do Seixas. Gli olandesi combatterono a lungo raggio utilizzando la loro artiglieria nettamente superiore a quella spagnola, ma l'unica nave persa quel giorno fu proprio l'olandese Soleil Brillant, gravemente danneggiata al punto da affondare col suo comandante e con l'equipaggio di 44 marinai. Il 14 gennaio Huygens riprese l'attacco al largo di Paraíba. Il capitano portoghese António da Cunha Andrade venne catturato, ed un altro vascello spagnolo dello squadrone di Castiglia venne abbordato dalla nave olandese Zwaan. Gli uomini a bordo, comandati dal colonnello napoletano Ettore della Calce, vennero tutti presi prigionieri. L'olandese Zwaan, al comando del contrammiraglio Aldrichsz, perse l'albero maestro e venne spinta ad arenarsi sulla costa.
Costretta a salpare a nordovest, la flotta ispano-portoghese giunse al fiume Potenji seguita a breve distanza dagli olandesi. La mancanza di vento impedì ad entrambe le formazioni di attaccarsi sino al 17 gennaio, giorno in cui gli olandesi riuscirono ad aprire il fuoco sui loro nemici. L'ammiraglia di Mascarenhas venne danneggiata, ma poco dopo gli olandesi abbandonarono il loro inseguimento e i vascelli ispano-portoghesi poterono sbarcare i loro uomini a Capo San Rocco, comunque troppo lontano per minacciare seriamente Recife. Anche se la battaglia non ebbe un esito tattico definito, l'obiettivo degli olandesi di impedire lo sbarco degli spagnoli presso Recife venne raggiunto. Il comportamento dei tre capitani in battaglia, ad ogni modo, non piacque al conte di Nassau che li condannò a morte "per non aver compiuto il proprio dovere militare di fronte ai galeoni della Spagna". Anche Mascarenhas venne punito con l'arresto al suo arrivo in Spagna.

## Conseguenze
La guarnigione olandese a Recife venne incrementata nel marzo del 1640 con l'arrivo di 2500 soldati a bordo di 28 navi comandate dagli ammiragli Cornelis Jol e Jan Lichthart, incaricati di minare la rotta commerciale portoghese dello zucchero. A dicembre il Portogallo si rivoltò contro il governo della Spagna asburgica, proclamando il settimo duca di Braganza sovrano col nome di Giovanni IV del Portogallo al posto di Filippo IV di Spagna. Per quanto gli olandesi avessero accolto con favore la notizia della rivolta, attendendosi che i portoghesi sarebbero divenuti loro alleati, questo non avvenne in quanto come controparte venne chiesto all'Olanda di contribuire alla guerra tra Portogallo e Spagna. Recife servì come base per una spedizione comandata da Jol e Lichthart, nel 1641, con l'intento di assediare i depositi di schiavi del Portogallo in Angola.